# Storm
 For alternative betydninger, se Storm (flertydig). (Se også artikler, som begynder med Storm)
Storm er vind, som målt på Beaufort-skalaen er kraftigere end kuling men mindre kraftig end en orkan. Teknisk fastlægges grænsen for storm til en middelvindhastighed mellem 24,5 og 32,5 m/sek. Vindstyrketabelen har følgende betegnelser:
- Storm: vindstyrke 10 (middelvindhastighed 24,5 – 28,4 m/sek)
- Stærk storm: vindstyrke 11 (middelvindhastighed 28,5 – 32,6 m/sek).

På havet er kendetegnene på storm, at der er lange og brede bølger med skum i tætte striber, stigende til lange brodsøer med udbredt skumdækning af havoverfladen ved svær storm.
På land forårsager storm ofte store skader på naturen og på bygninger og lignende. Vinden blæser løse genstande væk, grene rives af træer eller træer vælter, og det kan derfor være farligt at opholde sig udendørs.
Under storm kan havet blive presset ind i snævre farvande og giver anledning til alvorlige oversvømmelser af lavtliggende områder, som derfor må beskyttes af diger. Risikoen forhøjes naturligvis, hvis området samtidig har kraftigt tidevand.
I Danmark er der især etableret diger i Sønderjylland, på Lolland og på Falster efter store oversvømmelser i disse områder i 1800-tallet.

## Bygningsskader i stormvejr
I stærk blæst og storm er der især risiko for skader på tagkonstruktioner. Det drejer sig både om brud på tagdækningen, dvs. nedfaldende tagsten, og om totalskader, hvor hele taget bryder sammen.
Ved kraftig vind dannes et overtryk i vindsiden, og et undertryk i læsiden. Disse to trykdannelser skal der tages hensyn til i tagets og gavlenes konstruktion.
Derudover vil trykforholdene inde i et loftrum under tagfladen være afgørende. Hvis der her dannes et overtryk, er der risiko for, at taget løftes fra huset eller tagplader sprænges væk. Derimod er et neutralt tryk eller ligefrem undertryk medvirkende til at beskytte taget.
En hensigtsmæssig trykudligning kan sikres ved at åbne en luge/vindue i læsiden af tagkonstruktionen, hvorved undertrykket udenfor udligner et eventuelt overtryk indenfor.[kilde mangler]
På grund af de økonomiske konsekvenser for husjere af stormskader på tagkonstruktionen udbyder forsikringsselskaberne såkaldte stormskadeforsikringer.

## Storm på havet
- Storm (vindstyrke 10): Meget høje bølger. Næsten hvid overflade. Sigten forringet på grund af kraftigt skumsprøjt.
- Stærk storm (vindstyrke 11): Usædvanlig høje bølger. Sigten meget forringet på grund af kraftigt skumsprøjt.

## Eksterne links
- Wikimedia Commons har flere filer relateret til Storm
- Beaufort-skalaen forklaret på dmi.dk Arkiveret 15. marts 2018 hos  Wayback Machine
- dmi.dk: Storms in Denmark since 1891, backup